# Mine de Huanuni
La mine de Huanuni est une mine souterraine d'étain située en Bolivie. Sa production a démarré au début du XXe siècle.

## Description
Située à 280 km au sud-est de la Paz et à 4 000 mètres d'altitude, la mine de Huanuni fournit 5 % de l'étain mondial et représente 60 % de la production d'étain bolivien. L'étain constitue la 3e source de revenu du pays.
Le minerai d'Huanuni est un mélange d'oxyde d'étain et d'oxyde de fer, et nécessite donc un broyage plus fin et une préparation plus délicate pour atteindre une teneur de 65 %.

## Histoire
En 1919, les ouvriers de la mine de Huanuni, alors exploitée par Simon I. Patino, se mobilisent pour réclamer des journées de 8 heures. En 1938, les ouvriers se syndicalisent, et en 1944, la Fédération nationale des travailleurs miniers de Bolivie est créée à Huanuni.
De 2001 à 2006, la population de Huanuni est passée de 19 000 à 40 000 habitants.
Le 5 et 6 octobre 2006, des affrontements armés ont lieu entre les travailleurs de la Comibol (entreprise de l'État) et les mineurs coopérativistes pour le contrôle de la colline Posokoni, dont les réserves sont estimées à 4 milliards de dollars. 16 personnes y perdent la vie,.
En 2009, le gouvernement bolivien consent à un investissement de 40 millions $ destiné à doubler la capacité de traitement du minerai brut de la mine.